# Inni järv
Inni järv är en sjö i Estland.   Den ligger i landskapet Valgamaa, i den södra delen av landet, 190 km sydost om huvudstaden Tallinn. Inni järv ligger 142 meter över havet. Arean är 0,14 kvadratkilometer. I omgivningarna runt Inni järv växer i huvudsak blandskog. Den sträcker sig 0,5 kilometer i nord-sydlig riktning, och 0,6 kilometer i öst-västlig riktning.